# Pseudacidalia
Pseudacidalia là một chi bướm đêm thuộc họ Noctuidae.